# Ladaniva
Ladaniva (în armeană Լադանիվա; stilizat cu majuscule, nume inspirat de SUV-ul off-road Lada Niva) este un grup de muzică mondială franco-armean originar din Lille. Duo-ul, fondat în 2019, este format din cântăreața armeană Jaklin Baghdasaryan și instrumentistul francez Louis Thomas. Stilul lor muzical este inspirat de muzica din întreaga lume, în special de muzica tradițională balcanică, maloya și folclorul armean. Ei au reprezentat Armenia la Eurovision Song Contest 2024 cu piesa „Jako”.

## Istoric
Ladaniva s-a format în 2019 la Lille, ca urmare a colaborării dintre cântăreața Jaklin Baghdasaryan și multi-instrumentistul Louis Thomas. Baghdasaryan, născută în 1997 în Yeghegnadzor, Armenia, a crescut în Minsk, Belarus, înainte de a emigra în Franța împreună cu mama ei în 2014. Cântă încă din copilărie și, după ce s-a stabilit la Tourcoing, s-a înscris la Conservatorul din Lille. Thomas, născut în 1987 la Lille și un muzician de jazz desăvârșit dintr-o familie de muzicieni, a urmat și conservatorul. Într-o seară din 2018, s-au întâlnit întâmplător în timpul unei jam session într-un bar muzical din Vieux-Lille, l'Intervalle.
În martie și aprilie 2020, în timp ce multe țări afectate de pandemia de COVID-19 erau în izolare, Ladaniva a publicat două videoclipuri, „Vay Aman” și „Zepyuri Nman”, care au avut un mare succes, în special în rândul comunității armene. Apoi ei lansează videoclipul lor „Kef Chilini”, care a ajuns la 18 milioane de vizualizări în câteva luni. În 2023, Ladaniva a lansat primul lor album, produs și distribuit de PIAS.
În martie 2024, Ladaniva a fost anunțată oficial ca reprezentant al Armeniei pentru Concursul Muzical Eurovision 2024 cu melodia „Jako”. Ei s-au clasat pe locul al treilea în a doua semifinală pe 9 mai 2024 și pe locul opt în Marea Finală din 11 mai 2024.

## Stilul muzical
Repertoriul grupului Ladaniva este inspirat, pe de o parte, de cântece tradiționale din Armenia, Rusia și Balcani, iar pe de altă parte din muzica din America Latină, Africa și Insula Reunion.

## Premii și recunoaștere
Ladaniva a fost distins cu Music Moves Europe Award prin intermediul Public Choice Award în 2022.

## Discografie

### Albume de studio
| Titlu    | Detalii                                                                                                   |
| -------- | --- |
| Ladaniva | - Lansare: 29 septembrie 2023 - Label: Jiguli / PIAS Recordings - Formate: Descărcare digitală, streaming |